# Carcelia argyriceps
Carcelia argyriceps är en tvåvingeart som först beskrevs av Charles Howard Curran 1927.  Carcelia argyriceps ingår i släktet Carcelia och familjen parasitflugor.
Artens utbredningsområde är Uganda. Inga underarter finns listade i Catalogue of Life.